# Flocon de Mosely
Pour les articles homonymes, voir Flocon et Mosely.

La formation du flocon de Mosely (4 premières étapes)

La formation du flocon épais (4 premières étapes)

Le flocon de Mosely, dû à Jeannine Mosely (en), est  une fractale obtenue par une construction analogue à celle de l'éponge de Menger : partant d'un cube initial, on le divise en 27 cubes identiques,  on retire certains de ces cubes, et on recommence sur chacun des cubes restant. ll en existe deux variantes : la forme légère est obtenue en retirant à chaque itération le cube central et les 8 coins ;  la forme épaisse est obtenue en n'enlevant que les huit coins. On en déduit que la dimension de Hausdorff de la forme légère est 
{\displaystyle d_{H}=\log _{3}(27-9)=\ln 18/\ln 3\approx 2.630929}
et que celle du flocon épais est 
{\displaystyle d_{H}=\log _{3}(27-8)=\ln 19/\ln 3\approx 2.680143}.
On remarque, sur les perspectives isométriques ci-contre, que le bord de la projection du flocon de Mosely est un flocon de Koch.
En 2012, l'Institute For Figuring a organisé un projet de construction des premières étapes du flocon de Mosely en cartes de visite, en utilisant des techniques d'origami modulaire.